# Marathon van Brussel 2004
De marathon van Brussel 2004 vond plaats op zondag 10 oktober 2004. Het was de eerste editie van deze marathon.
De wedstrijd werd bij de mannen gewonnen door de Keniaan John Kelai in 2:11.01; bij de vrouwen was zijn landgenote Jennifer Chesinon de snelste in 2:32.16. Tijdens het evenement werd tevens het Belgische kampioenschap op de marathon gehouden. De nationale titels werden gewonnen door Rik Ceulemans en Mounia Aboulahcen.
Het evenement werd gesponsord door ING.
In totaal finishten er 1801 lopers, waarvan 1617 mannen en 184 vrouwen.

## Uitslagen

### Mannen
| rang   | naam             | land | tijd    |
| ------ | ---------------- | ---- | ------- |
| Goud   | John Kelai       | KEN  | 2:11.01 |
| Zilver | George Okworo    | KEN  | 2:11.43 |
| Brons  | Matthew Birir    | KEN  | 2:11.44 |
| 4      | Amos Matui       | KEN  | 2:12.15 |
| 5      | Oleksandr Koezin | UKR  | 2:13.41 |
| 6      | John Kirui       | KEN  | 2:13.57 |
| 7      | Rik Ceulemans    | BEL  | 2:17.22 |
| 8      | Mikhail Romanov  | RUS  | 2:18.25 |
| 9      | James Kipketer   | KEN  | 2:19.16 |
| 10     | Eshte Eshte      | ETH  | 2:23.29 |

### Vrouwen
| rang   | naam                      | land | tijd    |
| ------ | ------------------------- | ---- | ------- |
| Goud   | Jennifer Chesinon         | KEN  | 2:32.16 |
| Zilver | Mounia Aboulahcen         | BEL  | 2:35.10 |
| Brons  | Lidiya Vasilevskaya       | RUS  | 2:38.01 |
| 4      | Tatyana Bulyshchenko      | UKR  | 2:44.55 |
| 5      | Virginie Vandroogenbroeck | BEL  | 2:51.20 |
| 6      | Veerle Vandekerckhove     | BEL  | 2:56.42 |
| 7      | Lutgart Van Hees          | BEL  | 3:02.19 |
| 8      | Martine De Maeseneire     | BEL  | 3:03.54 |
| 9      | Charlot Christelle        | BEL  | 3:09.20 |
| 10     | Catherine Roossens        | BEL  | 3:09.47 |

2004 ·
2005 ·
2006 ·
2007 ·
2008 ·
2009 ·
2010 ·
2011 ·
2012 ·
2013 ·
2014 ·
2015 ·
2016 ·
2017 ·
2018 ·
2019 ·
2022 ·
2023 ·
2024 ·
2025